# Keménfa
Keménfa è un comune dell'Ungheria di 97 abitanti (dati 2001). È situato nella contea di Zala.